# Rewe, Devon
Rewe är en ort och civil parish i Storbritannien.   Den ligger i grevskapet Devon och riksdelen England, i den södra delen av landet, 250 km väster om huvudstaden London. Rewe ligger 36 meter över havet och antalet invånare är 378.
Terrängen runt Rewe är huvudsakligen platt, men norrut är den kuperad. Runt Rewe är det ganska tätbefolkat, med 160 invånare per kvadratkilometer. Närmaste större samhälle är Exeter, 7,5 km söder om Rewe. Omgivningarna runt Rewe är en mosaik av jordbruksmark och naturlig växtlighet.